# Visir

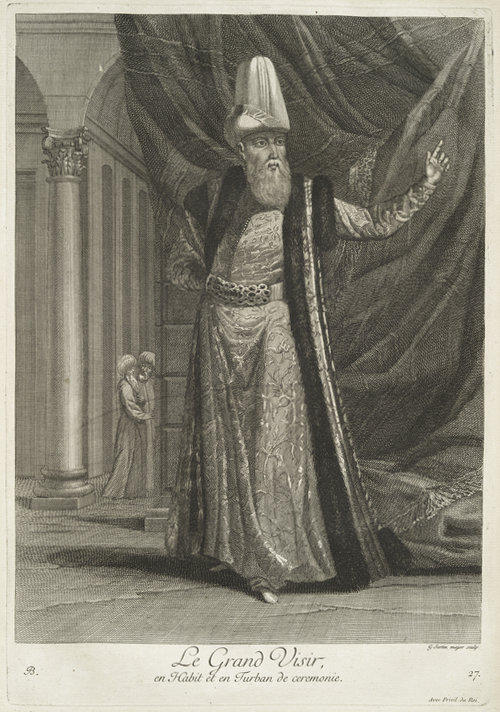
Dibujo de un gran visir otomano, por el francés Jean-Baptiste Vanmour (1707).

Visir (del egipcio: وزير wazīr) corresponde al término con que varios Estados históricos de Oriente Medio denominaron a los asesores políticos de un monarca, de forma similar a cuanto fueran los validos o ministros.
En el mundo árabe actual y algunos países cercanos en África oriental y Asia central, se utiliza el término de «visir» para nombrar a los ministros de un gabinete e incluso el primer ministro puede ser llamado como ra'īs al-wuzarā, presidente de los ministros. Sin embargo, en dichos casos, se suele traducir al español el término simplemente como «ministro», dejando el uso de «visir» únicamente como una referencia histórica.
En textos actuales, referentes a la historia del Antiguo Egipto, se denomina visir (anacrónicamente) al máximo dirigente o «primer ministro», cuya autoridad solo era superada por la del faraón, asumiendo varias de sus funciones por delegación.

## Origen y descripción

### Origen de la palabra
Esta palabra procede del persa medio wcyl (vičīr, wizīr) y del avéstico (vīcira) que significa "árbitro, juez", incluso "decisión" y "sentencia". La misma palabra contiene una raíz común con el armenio վճիռ (včiṙ) y el persa وچر (vačar). Sin embargo, según una etimología popular presentada en el Lisân al-'Arab], la palabra wazîr tiene la misma raíz que el verbo árabe wazara/yaziru, que significa cargar con lo que hace pesada la espalda. El visir del sultán se llama vazîr, porque lleva para el sultán los cargos que se le asignan en la gestión del Reino. Pero la razón de nombrar a un ministro Vazîr no es en absoluto para llevar, en su lugar, los cargos asignados al sultán en la gestión del Reino, sino por el significado original de la palabra: árbitro, juez, que ayuda al rey en sus decisiones.

### Desarrollo
La figura del visir en la época musulmana cobró importancia cuando los califas abasíes adoptaron las formas de la extinta monarquía persa. El califa se rodeaba de pompa y se convertía en un ser misterioso e invisible, que gobernaba por medio de un primer ministro que generalmente cumplía la doble función de mantener al monarca alejado de las ingratas tareas administrativas y al tiempo atraer sobre sí mismo las responsabilidades y cuentas que pudieran pedirse sobre la acción de gobierno, manteniendo así intacta la reputación del califa, jefe temporal y espiritual de la comunidad. La figura no tiene nada de original: no está ligada únicamente al califato ni tampoco a un contexto islámico, aunque fuera de él no se usa el término visir.
En el oriente musulmán (Máshreq) muchos visires eran personas, personas que -quizá por su tradición cultural- estaban más preparadas para asumir las tareas de administración de un gran territorio que sus jefes, los califas árabes o los sultanes otomanos, unos y otros procedentes de tradiciones culturales nómadas o en cualquier caso ligadas a pequeños Estados.
Los visires ejercían en ocasiones el poder de facto, dejando a los monarcas como meras figuras legitimadoras de su autoridad, tal y como ocurría en Europa con los validos de los reyes.
Entre los visires famosos destacan Nizam al-Mulk, ministro del joven rey turco de la dinastía selyúcida Malik Shah, al que se atribuye un papel de visir paternalista y sabio, y a veces cercano a Maquiavelo, o el andalusí Ya'qub al-Mansur, Almanzor. El cargo de este último era el de hāyib o chambelán de Hisham II y no el de visir, aunque sus funciones eran similares.

### En el Antiguo Egipto
En textos actuales, referentes a la historia del Antiguo Egipto, se denomina visir (anacrónicamente) al máximo dirigente o «primer ministro», cuya autoridad solo era superada por la del faraón, asumiendo varias de sus funciones por delegación.

## Gran visir
El gran visir o vazir-e a'zam (وزیر اعظم) o sadr-e a'zam (صدر اعظم) en la nomenclatura usada por el Imperio otomano, la dinastía safávida, la dinastía kayar y otras dinastías turcas, fue una especie de primer ministro, en quien el monarca solía delegar la administración del gobierno, y a quien solamente podía despedir el mismo monarca.
En el caso otomano, las dependencias de gobierno del gran visir se encontraban (en Estambul) tras la Sublime Puerta, cercanas a las murallas del Palacio de Topkapı, donde se hallaba el Divan-ı Humayun, gabinete de visires del sultán. El último visir reinó hasta el primero de noviembre de 1922 cuando la ocupación de Constantinopla y la partición del Imperio otomano vieron el fin de los otomanos. 

## Varios
En farsi se llama «visir» a la reina del ajedrez.

## Arte
En la literatura y la pantomima contemporáneas, el "Gran Visir" es un estereotipo y suele retratarse como un conspirador intrigante y el claro poder detrás del trono de un monarca normalmente torpe o incompetente. Un ejemplo bien conocido de esto es el siniestro personaje de Jafar en la Disney película animada Aladdin , que conspira y usa la magia para apoderarse de todo el Reino de Agrabah bajo las narices del ingenuo sultán de la nación, al igual que Jaffar en la película de 1940 El ladrón de Bagdad destronó a su maestro, el califa Ahmad. Otros incluyen a Zigzag de El ladrón y el zapatero (la inspiración original para el personaje de Jafar en Aladdin de Disney), el personaje del cómic Iznogoud, el asesor del príncipe Sinbad Yusuf en la serie DC Vertigo Fables, y los villanos del videojuegos Prince of Persia y King's Quest VI: Heir Today, Gone Tomorrow.
Quizás el origen de este arquetipo de personaje es el relato bíblico de Ester. El libro detalla el ascenso de una mujer judía a Reina de Persia, y su papel en detener el complot de Haman, principal asesor del rey persa, para eliminar a todos los judíos que vivían en Persia.
A lo largo de la historia, la noción del siniestro Gran Visir se ha invocado a menudo cuando un líder político parece estar desarrollando una relación íntima con un consejero espiritual de dudosos escrúpulos o talentos. Este estereotipo se menciona con frecuencia en la serie Mundodisco de Terry Pratchett, como por ejemplo tanto en Rechicero como en Tiempos interesantes. Otro ejemplo de un gran visir siniestro en el entretenimiento se puede encontrar en la serie de ciencia ficción Lexx, el principal antagonista en la segunda temporada es Mantrid, el autoproclamado «mayor biovisir de todos los tiempos».